# Irma-akna (Pilisszentiván)
Az Irma-akna egy rövid ideig használatban tartott, a térség szénbányáihoz képest relatíve kisebb jelentőségű szénbánya volt a pilisi szénmedencében, Pilisszentiván közigazgatási területén. A felszínen ma már semmilyen épített létesítmény vagy maradvány nem jelzi az egykori bányaüzem létét, az üzemhez tartozó két akna nyitópontjai sem ismerhetők fel a helyszínen. Létezésére egy régi, de ma is az eredetihez hasonló állapotában látható kőhíd emlékeztet: ez alatt vezetett el az aknához tartozó egykori szállítóvágány, melyen eredetileg még lóvontatású csilleszerelvények közlekedtek a közelben kialakított szénosztályozóhoz.

## Története
Miután a 19. század közepén rövid időn belül a Pest vármegyei Pilisszentivánon, Nagykovácsin és Pilisvörösváron is kitermelésre érdemes minőségű, illetve arra alkalmas mennyiségű barnakőszenet találtak, felgyorsult az értékes fűtőanyag iránti kutatás a térségben, különös tekintettel a rohamosan növekvő szénigényű főváros közelségére. A kutatófúrások eredményként még az 1890-es években hasznosítható széntelepre bukkantak a mai pilisszentiváni Jóreménység utca tengelyétől nyugatra, a belterület és az erdő határa közelében.
Ezen a területen az első aknát a korszak egyik igen aktív szénkutatója, Loser Mátyás irányításával létesítette a Budapestvidéki Kőszénbánya és Ipar Rt., 1897-ben, Irma-akna néven. A bányában összesen mintegy 130 fő dolgozott, de az üzem igen rövid életű volt, mert a részvénytársaság már 1900-ban felszámolási eljárás alá került, engedélyeit pedig egy belga vállalkozás vette meg, amely az itteni szénnel szemben emelt minőségi kifogások miatt bezáratta az aknát.
Kereken tíz évvel később ugyanez a belga érdekeltségű bányavállalat úgy döntött, hogy mégis tovább kutat ebben a bányamezőben, majd miután arra jutottak, hogy érdemes foglalkozni az itteni szénvagyon kitermelésével, az eredeti aknával majdnem azonos helyen, 1911-ben egy új függőleges aknát mélyítettek le, 60 méteres mélységig, attól kicsit távolabb pedig egy lejtősaknát alakítottak ki szállítási célokra. A bányaüzemnek saját erőműve nem volt, a mélységi munkálatokhoz szükséges energiát az Erzsébet-aknai erőműtől kapta, s a lóvontatású csillékkel szállított szén osztályozása is az ottani szénosztályozónál történt, ahonnan nagyvasúti szerelvények szállították tovább. Ezen aknán az Erzsébet-aknai szénmezőtől egy meddőzóna által elválasztott Irma-aknai mező 1900 előtti bányaműveléséből visszamaradt szénpillérek szénkészletét igyekeztek kinyerni, a bányát egy 1918-as vízbetörés után zárták be.

## Névhasználat
Nem ismert arra vonatkozó adat, hogy a két különböző időpontban és egymáshoz közeli, de mégsem azonos helyen létesített függőakna névhasználata eltért volna, mint ahogy arra sem, hogy az Irma-akna, mint bányászati létesítmény, illetve az Irma-aknai bányaüzem elnevezése elkülönült volna egymástól, a leggyakrabban mindkettőt egyaránt Irma-aknának nevezték.

## Elhelyezkedése és emlékezete
Az Irma-aknai függőaknák pontos helye a pilisszentiváni Jóreménység utca, Táncsics utca és az erdő széle által bezárt háromszög területén, a Jóreménység utcához közel volt, a valószínűsíthető hely ma is lényegében beépítetlen, illetve lovarda működik ott. A függőakna a legutolsó Jóreménység utcai telkek egyikének udvaráról nyílt. Az egykori üzemi létesítményekből ma már semmi sem áll, de ma is látható még az a kőhíd, amelyet azért építettek az erdő felé vezető úton, hogy alatta elvezethessék az Irma-aknai szállítóvágányt, amely az Erzsébet-aknai szénosztályozóhoz vezetett.